# Deinocerites barretoi
Deinocerites barretoi är en tvåvingeart som beskrevs av Abdiel José Adames 1971. Deinocerites barretoi ingår i släktet Deinocerites och familjen stickmyggor. Inga underarter finns listade i Catalogue of Life.